# Романов, Виктор Алексеевич
Виктор Алексеевич Романов (8 июня 1931 года, д. Дельки, Тверская область ― 15 апреля 2014 года, Шахты, Ростовская область) ― кандидат технических наук, профессор, действительный член Академии менеджмента в образовании, почётный профессор высшего профессионального образования, первый ректор Шахтинского технологического института бытового обслуживания, заслуженный работник ЮРГУЭС. Почётный гражданин города Шахты (1996).

## Биография
Виктор Алексеевич родился 8 июня 1931 года в деревне Дельки Тверской области.
В 1954 году Романов В. А. с отличием окончил Ленинградский политехнический институт по специальности «Организация и планирование энергетики».
С 1954 по 1969 год Виктор Алексеевич работал в Новочеркасском политехническом институте, ассистентом, старшим преподавателем, доцентом кафедры «Экономика промышленности и организации производства». В 1963 году был назначен заместителем декана вечернего факультета НПИ.
В 1966 году Виктор Алексеевич Романов защитил диссертацию.
1 марта 1969 года Романова В. А. назначили ректором Шахтинского технологического института бытового обслуживания. 28 лет Виктор Алексеевич занимал эту должность с момента основания института (1969) до 1997 года. Под его руководством институт стал крупным учебно-научным центром Юга России.
1971―2011 ― заведующий кафедрой «Экономика и менеджмент». Виктор Алексеевич внёс большой личный вклад в разработку и совершенствование государственных образовательных стандартов нового поколения по направлению «Менеджмент».

## Научная деятельность
В. А. Романов вёл активную научную и педагогическую деятельность. При участии Виктора Алексеевича были внедрены новые формы и методы проведения занятий, контроля знаний.
Профессор Романов подготовил более 6 тысяч специалистов в области экономики и менеджмента. Он является автором более 150 монографий, учебных пособий.

## Награды и звания
- Орден Трудового Красного Знамени

- Орден «Знак Почёта»

- Действительный член Академии менеджмента в образовании

- Кандидат технических наук

- Профессор

- Почётный профессор высшего профессионального образования

- Заслуженный работник ЮРГУЭС

- Почётный гражданин города Шахты (1996)

- Серебряная медаль ВДНХ

- Многие отраслевые и ведомственные награды и знаки отличия